# Vicky Clavel
Vicky Clavel (1 de mayo de 2004) es una deportista francesa que compite en ciclismo de montaña en la disciplina de descenso. Ganó una medalla de bronce en el Campeonato Europeo de Ciclismo de Montaña de 2025.

## Medallero internacional
| Campeonato Europeo | Campeonato Europeo | Campeonato Europeo | Campeonato Europeo |
| Año                | Lugar              | Medalla            | Competición        |
| ------------------ | ------------------ | ------------------ | ------------------ |
| 2025               | La Molina (España) | Medalla de bronce  | Descenso           |